# Janovičky (Bohuňov)
Janovičky (německy Klein Janowitz) jsou malá vesnice, část obce Bohuňov v okrese Žďár nad Sázavou. V roce 2009 zde bylo evidováno 21 adres. V roce 2001 zde trvale žilo 55 obyvatel.
Janovičky leží v katastrálním území Janovičky u Bohuňova o rozloze 1,4 km2.